# Construction Time Again
Construction Time Again is een album van de Depeche Mode uit 1983.

## Inleiding
"Construction Time Again" is het derde (na A Broken Frame en Speak & Spell) studioalbum van de Britse elektronische groep. Alle nummers (behalve "Two Minute Warning" en "The Landsape Is Changing") schreef Martin Gore. De andere twee schreef Alan Wilder. Uit het album verschenen drie singles (waarvan een in Spanje begin 1984 uitkwam). Deze zijn: Everything Counts, Love, In Itself en Told You So. In de nummers "Love, In Itself" en "More Than a Party" werd piano gebruikt. In de nummers "The Landscape Is Changing" en "Told You So" werden trompetten gebruikt om rock songs van deze aard toe te voegen. "Construction Time Again" is ook het eerste album dat de band opnam na toetreding tot de band van Alan Wilder.

## Musici
- Martin Gore (synthesizer, zang, vocale meester ("Pipeline", "Everything Counts (Reprise)"), trompet ("The Landsape Is Changing"), gitaar ("Love, In Itself", "And Then..."), backing vocals)
- Alan Wilder (drums (alle nummers (behalve 10)), backing vocals, trompet ("Told You So"))
- Dave Gahan (main zang (alle nummers (behalve 3 en 10), trompet ("Told You So"), xylophone ("And Then..."))
- Andrew Fletcher (synthesizer, trompet ("The Landscape Is Changing"), backing vocals)

## Muziek
| Nr. | Titel                       | Duur |
| --- | --------------------------- | ---- |
| 1.  | Love, In Itself             | 4:29 |
| 2.  | More Than a Party           | 4:45 |
| 3.  | Pipeline                    | 5:54 |
| 4.  | Everything Counts           | 4:20 |
| 5.  | Two Minute Warning          | 4:13 |
| 6.  | Shame                       | 3:51 |
| 7.  | The Landscape is Changing   | 4:49 |
| 8.  | Told You So                 | 4:26 |
| 9.  | And Then...                 | 4:35 |
| 10. | Everything Counts (Reprise) | 1:05 |